# 契皮瓦縣 (明尼蘇達州)
契皮瓦縣（英語：Chippewa County）是位於美國明尼蘇達州西部的一個縣。面積1,522平方公里。根據美國2000年人口普查，共有人口13,088人。縣治蒙得維的亞（Montevideo）。
成立於1855年2月20日。縣名來自契皮瓦河。